# Эремотециум Эшби
Эремоте́циум Э́шби (лат. Eremothecium ashbyi) — вид аскомицетовых дрожжеподобных грибов, относящийся к порядку Сахаромицетовые (Saccharomycetales).
Назван в честь британского миколога Сидни Фрэнсиса Эшби (1874—1951).

## Описание
Гифы сначала бесцветные, затем приобретают желтоватую окраску, 2—6 мкм толщиной, дихотомически разветвлённые, септированные. Клетки с жёлтыми игловидными инкрустациями.
Аски от эллиптических до веретеновидных, обычно собраны в длинные цепи, реже одиночные, 10—18×20—30 мкм, содержат 8 или 16 неокрашенных спор серповидной формы.
Колонии на агаровом субстрате сначала бежевые, затем жёлтые из-за выделений рибофлавина, сухие.

## Значение
Паразит хлопчатника обыкновенного и других видов рода, вызывающий стигматомикоз и гниль коробочек, потемнение пуха, а также паразит цитрусовых, гибискуса, сои и кофе, вызывающий гниль плодов. Переносится полужесткокрылыми насекомыми.
Эремотециум Эшби используется в промышленном производстве рибофлавина (витамина B2).

## Синонимы
- Crebrothecium ashbyi (Guillierm.) Routien, 1949